# Belle – Der Weg zum Glück
Belle – Der Weg zum Glück oder Belle – Die Pferdeflüsterin (Originaltitel: All Roads Lead Home) ist ein US-amerikanisches Filmdrama von Dennis Fallon aus dem Jahr 2008.

## Handlung
Im Mittelpunkt des Films steht die 12-jährige Belle, die bei einem Autounfall ihre Mutter verliert. Ihr Vater ist mit der Situation überfordert, da sie sich immer mehr zurückzieht, und schickt das Mädchen zu ihrem Großvater (Peter Coyote). Dort hat Belle allerdings das Gefühl, nicht geliebt zu werden und findet schließlich in den Tieren der Farm ihres Opas jemanden, der sie versteht. Der Umgang mit den Pferden und dem Hund 'Atticus' helfen ihr, über den Unfall hinwegzukommen. Doch ihr Großvater sieht in den Tieren keine Lebewesen, sondern nur Geld. Als er einen Welpen von Atticus töten will, da er nicht dem Schönheitsideal entspricht, eskaliert die Situation, und Belle läuft mit Atticus und dem Pferd 'Apatchenwind' von der Farm weg. Nach erfolgloser langer Suche nach den dreien, wird sie bewusstlos von einem Mitarbeiter ihres Großvaters gefunden, der sie in einen Schuppen in der Nähe der Farm bringt.
Als Belle aufwacht, redet sie mit dem Mitarbeiter, der seine Tiere in dem Schuppen versteckt hat und sie so vor dem Tod bei ihrem Großvater bewahrte, und beschließt weiter abzuhauen. Kurz nachdem sie weitergelaufen ist, wird sie allerdings doch von ihrem Großvater gefunden.
Auch die Tierärztin freut sich sehr, als sie Belle wieder sieht, da sie in ihr eine Art Tochter sieht. Als alles gut scheint, sterben auf einmal sehr viele Hunde in der Stadt und auch Atticus ist kurz vor dem Tod. Das Futter ist vergiftet, da die Temperatur im Kühlhaus nicht stimmt. Als Belles Vater und die Tierärztin den Grund für die Todesfälle entdecken, werden zeitgleich auf der Farm die Pferde gefüttert, deren Futter von derselben Marke kommt wie das vergiftete Hundefutter. Atticus riecht das Gift, greift die Mitarbeiter an und beißt einen von ihnen.
Daraufhin soll er eingeschläfert werden. Erst im letzten Moment bemerken Belle und die Tierärztin, dass das Futter von der gleichen Marke ist wie das Hundefutter. Atticus, der schon in Narkose gelegt wurde, wacht kurze Zeit später wieder auf. Belle ist überglücklich. Und auch ihr Vater und seine neue große Liebe sind sehr glücklich.
Am Ende wird ein neues Tierheim eröffnet, das Belles Großvater gesponsert hat, in dem die Hunde nicht nach kurzer Zeit umgebracht werden.

## Besetzung
Die Hauptrolle in dem Film wird von Vivien Cardone ('A beautiful Mind') gespielt. Jason London, der auch in 'To Wong Foo' mitgemacht hat, spielt ihren Vater, der am Schluss mit der Tierärztin – die von Vanessa Branch ('Fluch der Karibik') gespielt wird-  zusammen kommt. Außerdem spielen Peter Coyote ('Erin Brockovich) als Großvater und Peter Boyle († 12. Dezember 2006) ('Monsters Ball') als Hotelbesitzer und Tiersitter mit.

## Auszeichnungen
Der Film wurde mit drei Preisen ausgezeichnet:
- winner Best Feature Drama[1]
- official selection Palm Beach
- official selection Santa Barbara

Alle Preise wurden vom Internationalen Film Festival verliehen.